# Війна очима тварин
«Війна очима тварин» — український ігровий кіноальманах з семи новел на основі реальних історій від вітчизняних та іноземних митців, головними героями якого стали тварини, які потерпають від війни в Україні.
Автором ідеї і продюсером кіноальманаху став Олег Кохан (кінокомпанія  SOTA Cinema Group), а партнерами кінопроєкту — «Агентство США з міжнародного розвитку» (USAID), European Solidarity Fund For UkrainianFilms (ESFUF) та соціальна ініціатива Save Pets of Ukraine.

## Історія створення
Роботу над альманахом кінокомпанія SOTA Cinema Group розпочала на початку 2022 року. Зйомки перших новел, героями яких стали білий кролик, вовк і корова відбулись наприкінці того ж року, а перший тізер альманаху на основі трьох відзнятих новел було презентовано у лютому 2023 року на Берлінському міжнародному кінофестивалі в річницю початку повномасштабного вторгнення Росії в Україну. На 76-му Каннському кінофестивалі в травні 2023 року, де разом з трейлером був презентований перший постер кіноальманаху, до проєкту долучився голлівудський актор, продюсер і режисер Шон Пенн —  вперше в історії вітчизняного кінематографа двічі оскароносний актор взяв участь в українському фільмі. 
Автор ідеї і продюсер Олег Кохан: «Для нас дуже важливо, що не тільки українські, а й закордонні митці приєднались до творчої групи кіноальманаху. Адже ми
порушуємо не лише тему порятунку тварин — йдеться про війну як гуманітарну катастрофу, що нищить все живе навколо і всередині кожного з нас. І той факт, що наші іноземні колеги розділили з нами цю страшну реальність, підтверджує актуальність теми екологічної катастрофи, яка не має кордонів і актуальна для усього світу.»
Зйомки новели за участю Шона Пенна відбулись восени 2023 року в легендарній студії Evergreen (Лос-Анджелес, США). Автором сценарію і режисером новели став Мирослав Слабошпицький.  

## Новели кіноальманаху «Війна очима тварин»

### «Орел»
Сюжет: Запис голосів рідкісних птахів у національному заповіднику, куди юний звукооператор відправився на замовлення закордонного продюсера, перериває раптовий вибух війни.
Автор сценарію і режисер Мирослав Слабошпицький
Оператори: Байрон Вернер Сергій Стеценко

В ролях: Шон Пенн, Денис Капустін
Автор сценарію і режисер Мирослав Слабошпицький: «Я дуже радий бути частиною цього фільму і для мене велика честь співпрацювати з неймовірним актором, видатною людиною та одним з найбільших друзів України Шоном Пенном. Він був з нами під час атаки 24 лютого і досліджує війну в Україні у своєму документальному фільмі. Його підтримка безцінна для нас і не може бути переоцінена.»

### «Синочок»
Сюжет: Історія двох жертв страшної війни, яким вдалося вижити, врятувавши один одного від найстрашнішого — зневіри і страху. Коли ти лишаєшся сам на сам зі своїм болем втрат, війна не здається такою страшною. А порятунок такої ж самотньої душі, що теж потерпає від війни, стає рятівним містком від себе колишньої до себе майбутньої — здатної жити далі! Проте, собака не завжди може виявитися другом!
Автор сценарію і режисер Олексій Мамедов
Оператор: Олександр Рощин

В ролях: Марина Кошкіна, Андрій Ісаєнко, Олексій Зубков
Автор сценарію і режисер Олексій Мамедов: «Наша історія про втрату та надію. І хто кого насправді рятує — людина тварину чи навпаки — це відкрите питання. Зрозуміло лише одне: після такої війни ми маємо змінюватись лише на краще й таке кіно має нам допомогти у цьому»
Актриса Марина Кошкіна: «Мені здається, погляд на війну очима тварин допоможе і світу, і нам самим усвідомити нарешті цінність життя — все одно, йдеться про тварин чи людей. Бо найгостріше це розумієш тоді, коли життя намагаються відібрати!»

### «Корова в тумані»
Сюжет: Дванадцятирічний Ромчик чудом рятується з окупованого руснею села, але основні випробування попереду — йому доведеться швидко подорослішати й пройти крізь голод, холод, розпач і страх. Але головний іспит — на людяність — стане найскладнішим!
Авторка сценарію і режисерка Юлія Шашкова
Оператор: Юрій Грузинов

В ролях: Артем Черній  
Авторка сценарію і режисерка Юлія Шашкова: «Історій про тварин під час війни величезна кількість. І багато з них жахливі. Але ми знімаємо про любов, про єдність людей і тварин, про людяність, яка рятує життя. Звичайно, дитині, яка втратила батьків, їх ніхто не замінить, але корова стає для хлопчика другом і провідником. Що ж до хеппі енду, то він у нас, як кажуть кіношники, абстрактний — тобто на нього всі сподіваються і дуже в нього вірять.»

### «Білий кролик або туди і звідти»
Сюжет: Ні білий пухнастий Кролик, ні його молодий господар не здогадувались, засинаючи ввечері, так і не полагодивши клітку, як радикально зміниться їх життя наступного дня. Того ранку почалася війна.
Автор сценарію і режисер Максим Тузов
Оператор: Лев Костенко

В ролях: Михайло Матюхін, Олександр Печериця, Дарія Держун  
Автор сценарію і режисер Максим Тузов: «Історія про білого кролика наполовину автобіографічна і все, що відбувається на початку нашого фільму насправді трапилось зі мною й моїм кроликом на ім'я Кабан-Градський. А от подальші пригоди героя — один з можливих сценаріїв, який точно міг трапитись у будь-якому з українських міст.»
Актор Олександр Печериця: «Зараз, про щоб ми не знімали, воно буде стосуватися війни, адже вона зачепила нас усіх без винятку. І через біль і сльози ми маємо це проговорити і показати, щоб скласти цей іспит в першу чергу, для себе.»

### «Підводна пригода»
Сюжет: Маленька відважна Апельсинка відправляється у велике підводне місто, щоб врятувати кращого друга Колючку. На шляху на неї чекають багато пригод, а також небезпечні сутички з хижими акулами та підступними муренами. Сміливій Апельсинці доведеться об‘єднатися з друзями водяного королівства, щоб врятувати місто і тих, хто «понад усе».
Автор сценарію і режисер Святослав Костюк
Оператор: Володимир Іванов

В ролях: Ольга Коротяєва, Михайло Пулянський, Поліна Гайова
Автор сценарію і режисер Святослав Костюк: «Рибки — це тварини, яких дуже люблять діти — розповідає автор новели Святослав Костюк — і завдяки їх красі та своїй фантазії можна створити цілий світ, який допоможе відмежуватись від тих страшних реалій, що відбуваються. Коли йдеться про війну, важко уявити хеппі енд у класичному розумінні, адже поняття «щастя» і «війна» несумісні, але добро і людяність на такому тлі проявляються значно яскравіше.»
Актриса Ольга Коротяєва: «Я не звикла до повітряних тривог — у Франції їх немає — але коли я тут спустилась у бомбосховище, я була там одна, бо українці вже настільки адоптувались до страшної реальності війни, що продовжують жити, не зважаючи на небезпеку. Але це жахливо, діти не мають страждати, люди не мають гинути від вибухів війни — тому треба розповідати, ні, кричати, щоб увесь світ знав про те, що зараз переживають українці.»

### «У нас все нормально»
Сюжет: Один день життя киянина, який збирається їхати у безпечний закордон; і єдине, через що він проливає сльози — алергія на кота. Чи це тільки здається, що з ним все нормально? Що таке «відкладене життя», «провина вцілілого» і чому, коли ти тиждень чекав масивного обстрілу і от він розпочався, відчувається полегшення?
Автор сценарію і режисер Андрій Лідаговський
Оператор: Олександр Рощин
В ролях: Андрій Лідаговський, Дар'я Марченко
Автор сценарію і режисер Андрій Лідаговський: «Моя історія основана на інсайтах, які я усвідомив, знаходячись у військовому Києві, коли повернувся весною 2022 року і відчув цю «рознесену» реальність, коли місто ніби газлайтить тебе, яскраво демонструє «нормальність» існування, від чого ти втрачаєш відчуття зчеплення з реальністю, ніби війна десь далеко. Бо, як на мене, розповідати треба те, що бачив і відчув сам, без героїчних прикрас. Тому так хотілось передати, як сюрреалістично виглядає життя під час війни, навіть якщо ти в найбезпечніших умовах.»

### «Торпеда»
Сюжет: Мальовниче село на півночі України влітку 2022 року окупують  російські військові і тепер кожен мешканець має зробити вибір, як жити далі. 
Автор сценарію і режисер: Іван Сауткін
Оператор: Володимир Барсук

В ролях: Ольга Мартинишин, Назарій Гладюк
Автор сценарію і режисер Іван Сауткін: «Я довго думав про те, як знімати фільми про війну. Пропаганда не працює — працюють людяні історії. Тому останнім часом знімав багато коротких історій про різних людей, намагаючись знайти свого героя. А після Торпеди я відчув, що знайшов, бо ця історія про те, наскільки проста людина може бути сильною. Мені цікаві ті, хто навіть у надскладній ситуації не обирають роль жертви. Навіть якщо ти беззахисна старенька, в якої є лише коза, ти можеш стати героєм, вибір є завжди.»
Актриса Ольга Мартинишин: «Я сподіваюсь, тварини допоможуть нам розповісти світові про цю війну, — ділиться пані Оля. — Бо кізонька не просто все бачить, вона відчуває і багато що розуміє. Потрібно, щоб усі у світі теж мали розуміння, що тут відбувається і чому моя баба Сонька вчиняє саме так.»
Автор ідеї і продюсер Олег Кохан: «Історія про бабусю, яка передавала координати ворожої техніки нашим артилеристам, була однією із перших, яку я запропонував зняти відразу як побачив сюжет у телемарафоні навесні 2022 року. Ми навіть спілкувались з очевидцями тих подій. А от при чому тут коза, вирішували вже автори фільму. Адже саме у цій новелі ми показали не тільки як українці переживають жахи війни, а й супротив, який чинять окупантам ті, хто не може тримати зброю, зустрівшись із руським солдатом віч на віч — старі, малі, навіть тварини та святі з ікон.»
За словами продюсерів, світова прем'єра кіноальманаху запланована в рамках авторитетного міжнародного кінофестивалю вже в цьому році, після чого його побачать українські глядачі у прокаті та на стрімінгових платформах.